# Double (sport)
Double er et sportsudtryk, primært kendt fra ketsjersportene tennis og badminton samt bordtennis hvor man spiller to-mod-to. Hvis det kun er mænd, der spiller mod hinanden, hedder det herredouble, hvis det kun er kvinder, der spiller, hedder det damedouble. Hvis der er en mand og en kvinde på hvert hold, er der tale om mixed double.